# 公共政策プラットフォーム
有限責任中間法人公共政策プラットフォーム（こうきょうせいさくプラットフォーム、通称:プラトン）は、かつて存在した日本の政党シンクタンク。民主党が100%出資していた。

## 活動方針
- 政策研究・提言活動等は、過去のシンクネットセンター21での経験を活かし、特定の著名な研究者や専属の研究者をおいて行うのではなく、政策分野ごとにプロジェクト方式で実施。
- プロジェクトは、各政策分野を専門とする大学などの研究者や、オピニオンリーダー、実務専門家等と、その分野の政策責任者となる国会議員も加わり、基本政策を作り上げる（ネットワーク型プロジェクトチームの組成）。
- お昼の時間帯に開催している昼食持込型勉強会（BBL）やイブニングフォーラムでは、「ローカル・マニフェスト」「格差問題」「消費者問題」等話題のスピーカーを招待していた。

## 活動状況
設立は2005年11月25日。同時期に自民党の政策シンクタンクであるシンクタンク2005・日本も設立されている。
2006年4月、党代表に就任した小沢一郎は党の資金を選挙活動に重点的に配分する方針をとったため、プラトンは活動をせばめていくようになった。さらに2009年の第45回衆議院議員総選挙による政権交代によって、政策の政府与党一元化を図るために停止された党政策調査会とともにプラトンは活動を休止した。